# Río Beas
El río Beas (en panyabí:  ਬਿਆਸ) es un río que discurre por el subcontinente Indio, el más corto de los cinco ríos que fluyen por el Punyab en el noreste de la India. El Beas atraviesa los estados indios de Himachal Pradesh y Punyab y tiene una longitud de 460 km y drena una cuenca de 20.303 km².

## Historia
También era conocido por los antiguos indios como río Arjiki o Vipas y por los antiguos griegos como Hyphasis.
Se cree que el actual nombre Beas es una transformación de la palabra Viasa, un sabio mítico, personaje principal de la gran epopeya hinduista, el Majábharata (hacia el siglo III a. C.). 
El río Beas determinó la frontera oriental de las conquistas realizadas por Alejandro Magno en el año 326 a. C.
El Imperio británico obtuvo el control del río Beas por el Tratado de Lahore firmado el 9 de marzo de 1846 por el Gobernador general de la India Sir Henry Hardinge y dos oficiales de la Compañía Británica de las Indias Orientales por la parte inglesa y por el marajá Duleep Singh y siete representantes de Hazara por la parte sij.

## Geografía
El río nace en el paso Rohtang, a una altitud de 3960 m en el estado de Himachal Pradesh, y se junta con el río Sutlej en Harike Pattan, al sur de Amritsar (en Panyab, India). El Sutlej sigue en el Punyab pakistaní y se une al río Chenab para formar el río Panchanad; que se une luego al río Indo en Mithankot.
Las aguas de los ríos Beas y Sutlej son asignadas a la India bajo el Indus Waters Treaty entre India y Pakistán.